# Rocznik bibliograficzny druków w języku polskim oraz w językach obcych o Polsce wydanych poza terytorium Rzeczypospolitej Polskiej
Rocznik bibliograficzny druków w języku polskim oraz w językach obcych o Polsce wydanych poza terytorium Rzeczypospolitej Polskiej – polski rocznik bibliograficzny wydawany od 1942 w Edynburgu.
Rocznik był kontynuacją przedwojennego Urzędowego Wykazu Druków oraz „Wiadomości Wydawniczych” (organu Polskiego Związku Wydawców Książek). Ukazały się 3 tomy rocznika, obejmujące okres od 1 września 1939 do 31 grudnia 1943. Redaktorem rocznika był Tadeusz Sawicki.